# واجهة الدمام البحرية
واجهة الدمام البحرية هي وجهة الدمام والمنطقة الشرقية

## نبذة
يتميز المشروع بالفخامة وبمساحة كبيرة حيث بلغ طوله 4 كيلو مترات ويشتمل على ممشى للزوار بلغ طوله 8 كيلو مترات مما يجعله أطول من واجهة مدينة الخبر لمرتين ونصف المرة.
ورعى المصممون في رسم خريطة الواجهة إضافة المشاريع الترفيهية للصغار والكبار حيث يضم موقعاً مخصصاً للاحتفالات بارتفاع 6 أمتار عن سطح البحر ومنصة خاصة للحضور تبلغ مساحتها 17 متراً مربعاً.
وتعد الواجهة البحرية الأضخم في مشاريع الترفيه حيث تشتمل على وسائل متنوعة مثل توفير صالة للعبة البولينج ومتحف لعرض المقتنيات التاريخية والتراثية وصالة للمعارض متعددة الأغراض كما يتوفر على الشاطئ مرسى لمطعم عائم ومرسى لقوارب هواة الصيد وشاطئ رملي يضم ملاعب لكرتي السلة والقدم.
ولمحبي التسوق تعتزم البلدية بناء أسواق (القيصرية) على واجهة الدمام وهي عبارة عن أسواق شعبية لبيع التذكارات والمنتجات التراثية وتمتد كشريط على الساحل وتتميز بنمط معماري تراثي بالإضافة إلى مشاريع ستطرح للاستثمار مثل تخصيص صالة لألعاب الليزر.
ولإضافة صورة جمالية للواجهة زود الموقع بمعالم أثرية ونوافير ماء موزعة بين الموقع وداخل البحر بحيث تضخ الماء إلى ارتفاع 35 متراً ويستطيع الزوار مشاهدتها عن بعد ويعطي رذاذ الماء ألواناً مع حركة الرياح.
ويوفر الموقع مساحة تصل إلى 155 الف متراً مربعاً لمواقف السيارات بواقع 3 آلاف موقف.
وبلغت تكلفة المشروع 85 مليون ريال حيث ركز على مبدأ الترفيه فيه، ويتمنى المختصون من زوّار الواجهة المحافظة على مرافق المشروع ليبقى كما رسم له انجازا كبيرا يميز المنطقة الشرقية.
ويرجع سبب اختيار المختصين لموقع المشروع إلى تميزه بارتباطه مع البحر بشاطئ رملي والمساحة الكبيرة التي لم تطور من قبل حيث يجري العمل حالياً بضغط كبير لانهائه وافتتاحه رسميا في أقرب وقت.

## الافتتاح
تم افتتاحها في يوم الثلاثاء بحضور سمو الأمير محمد بن فهد بن عبد العزيز آل سعود

## صور للواجهة

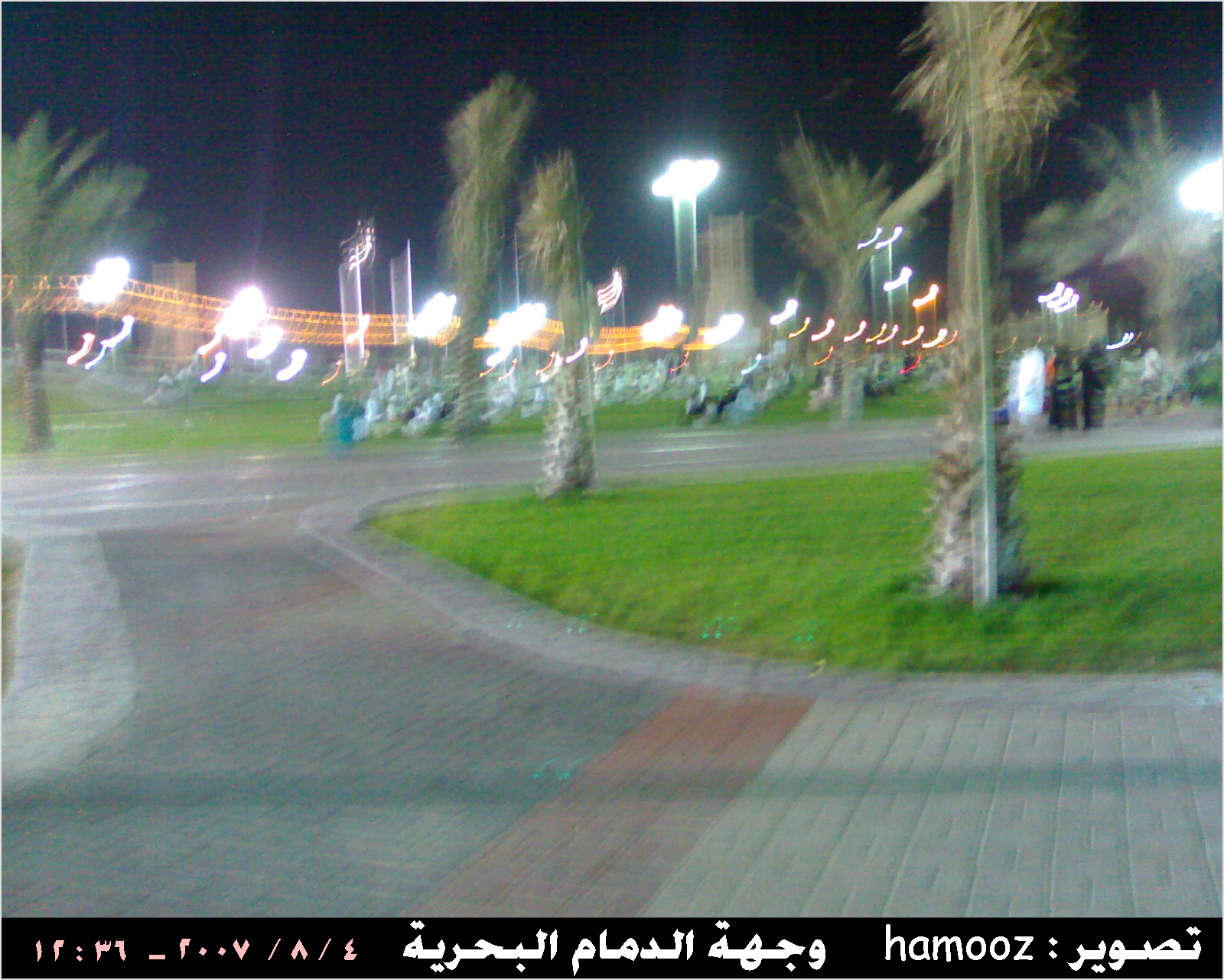
واجهة الدمام البحرية
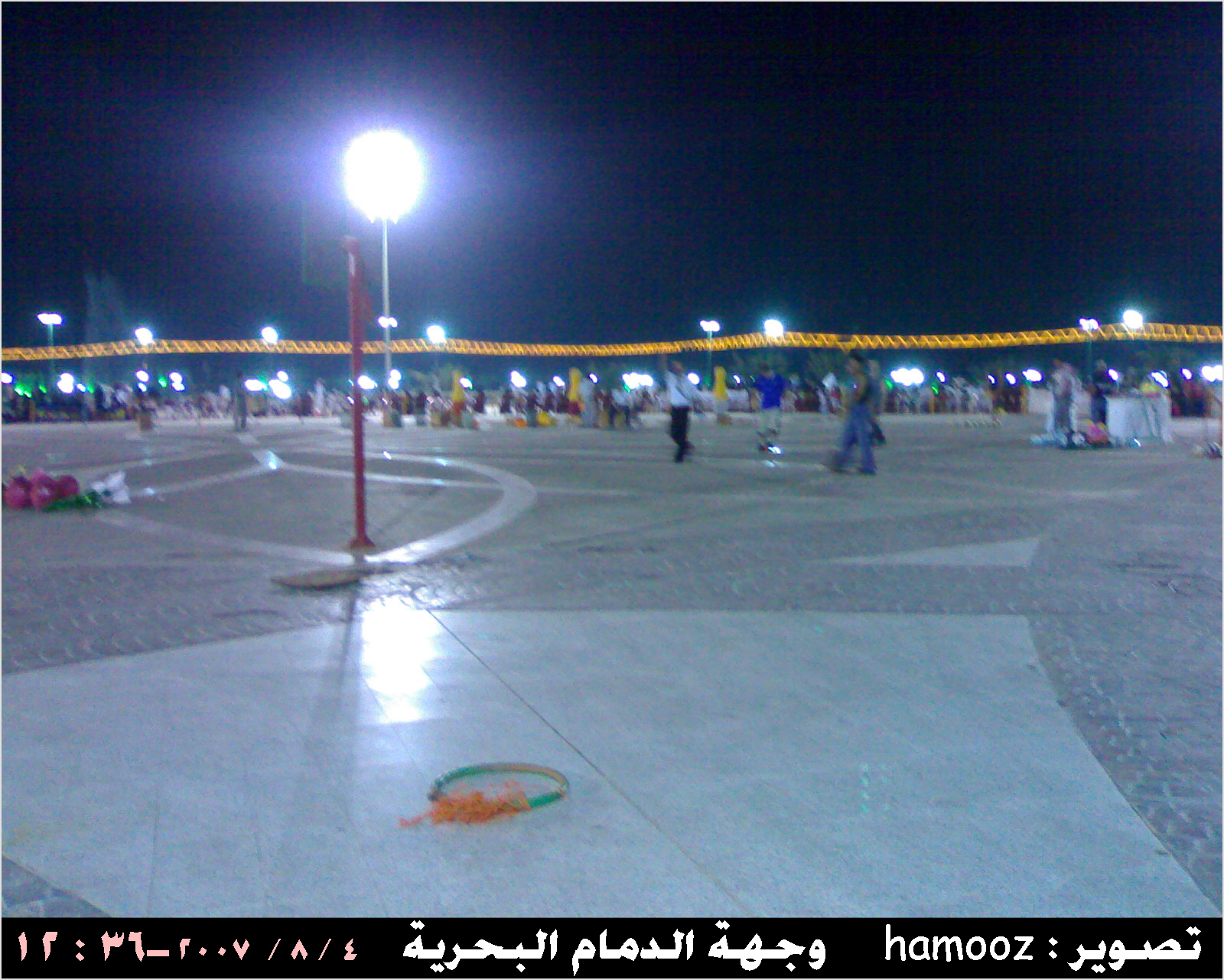
واجهة الدمام البحرية
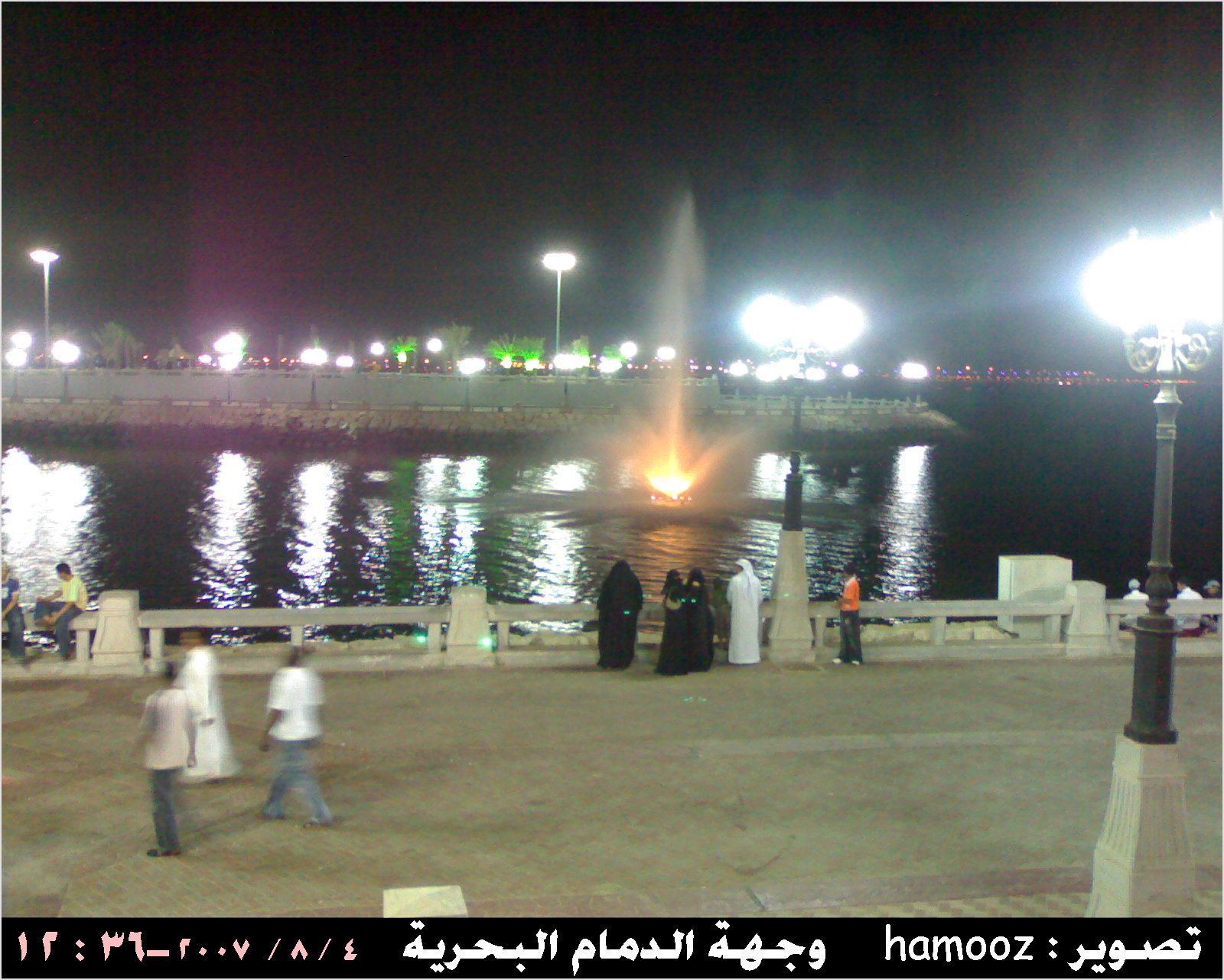
واجهة الدمام البحرية
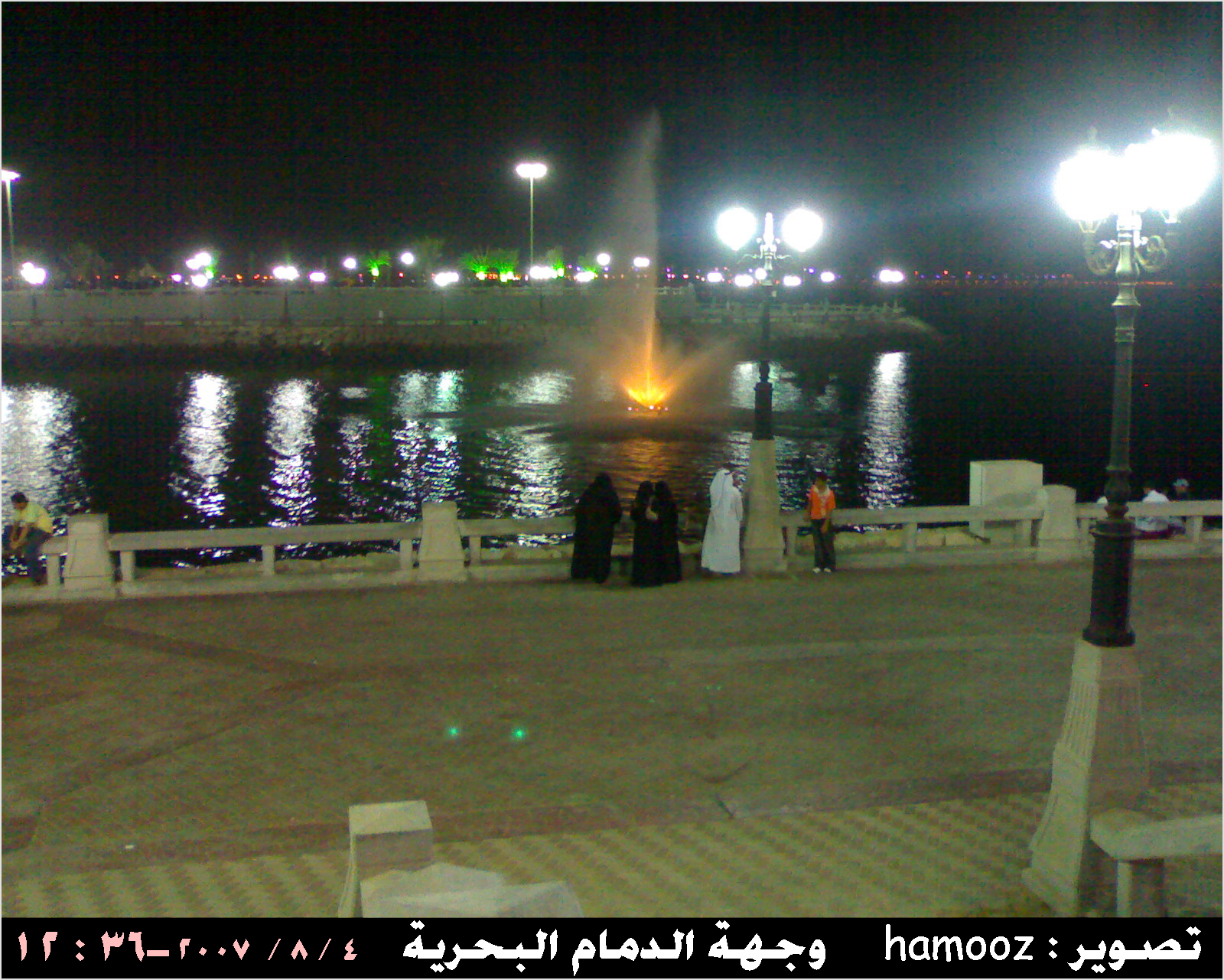
واجهة الدمام البحرية
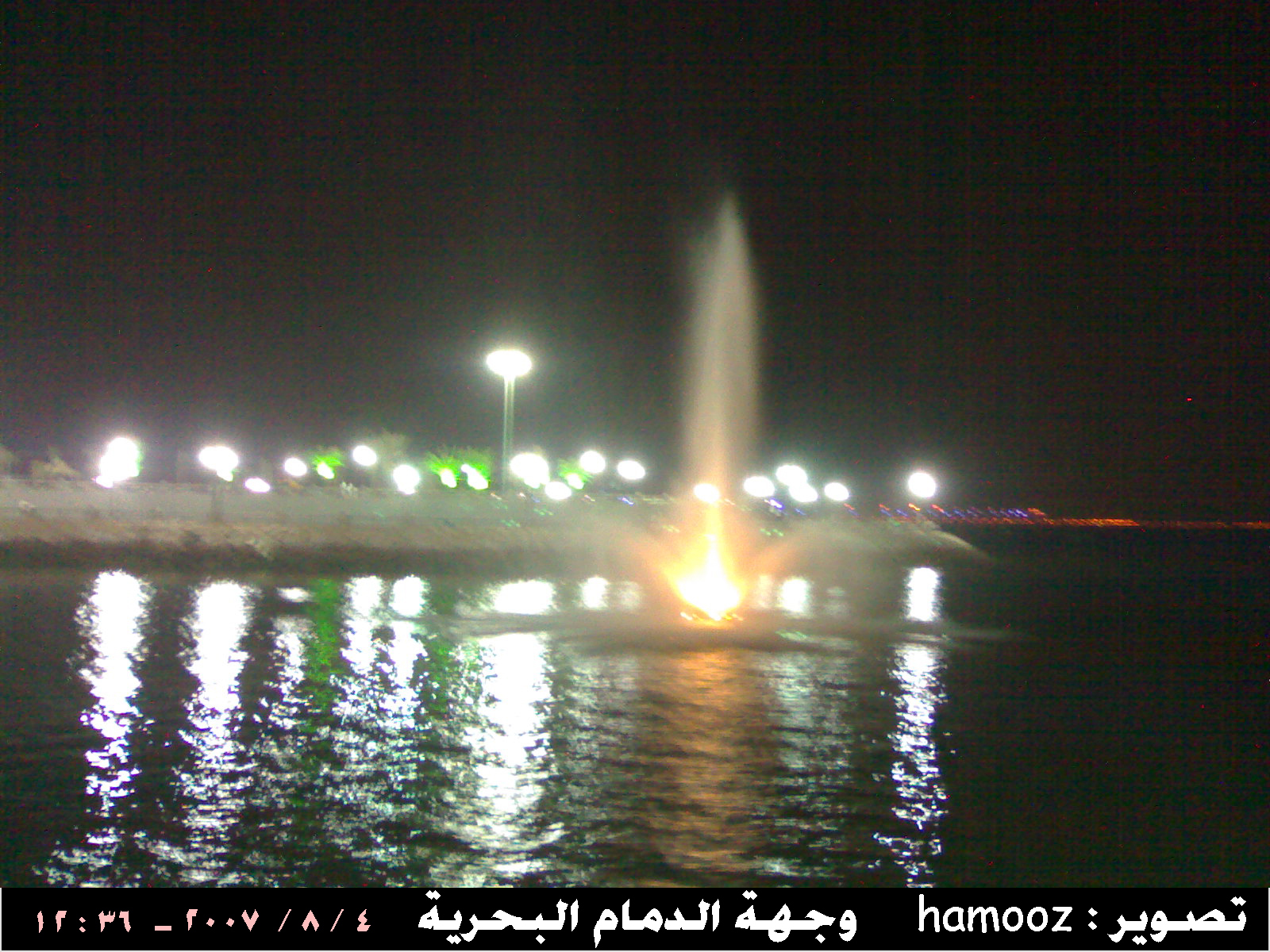
واجهة الدمام البحرية
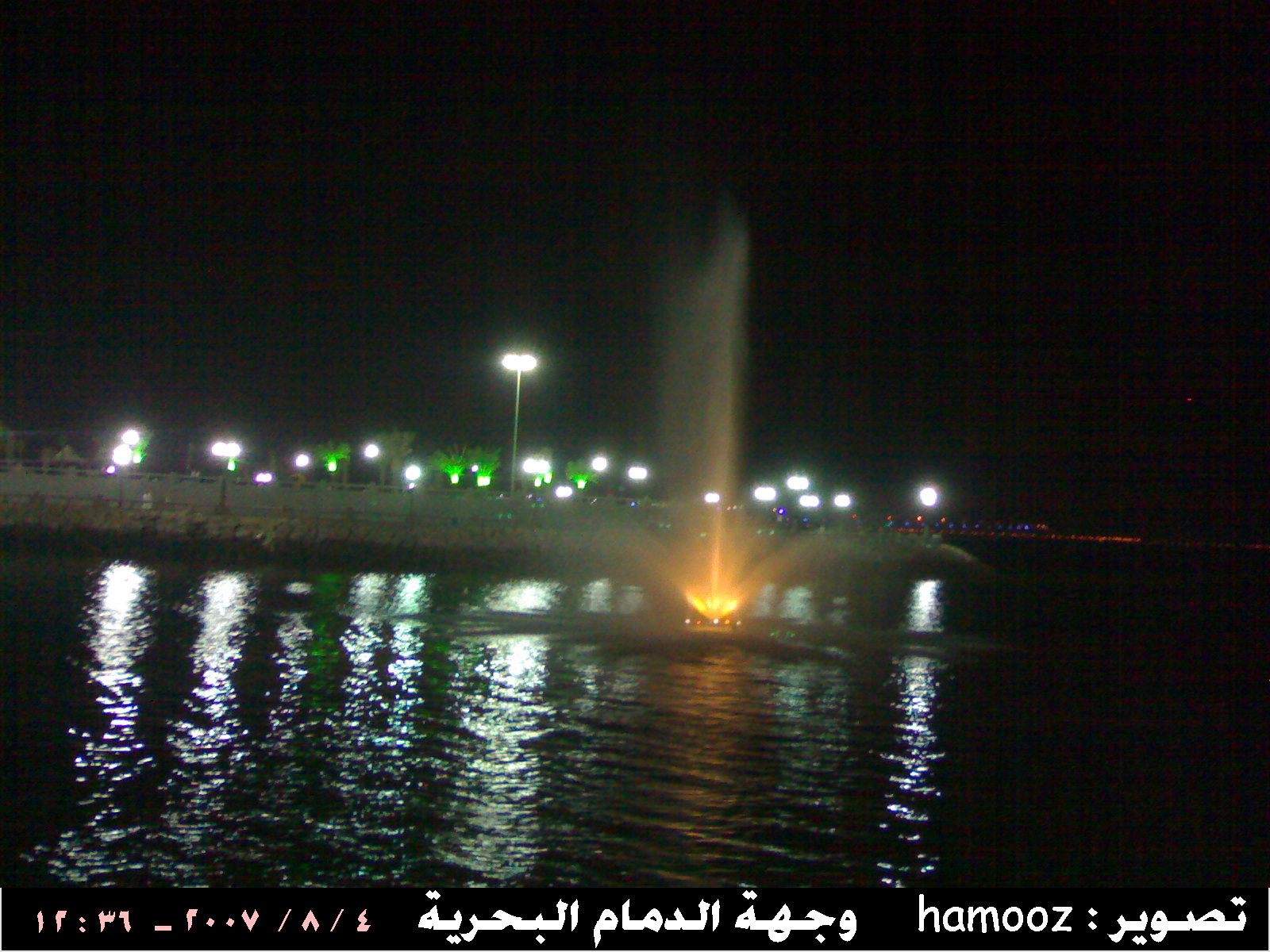
واجهة الدمام البحرية
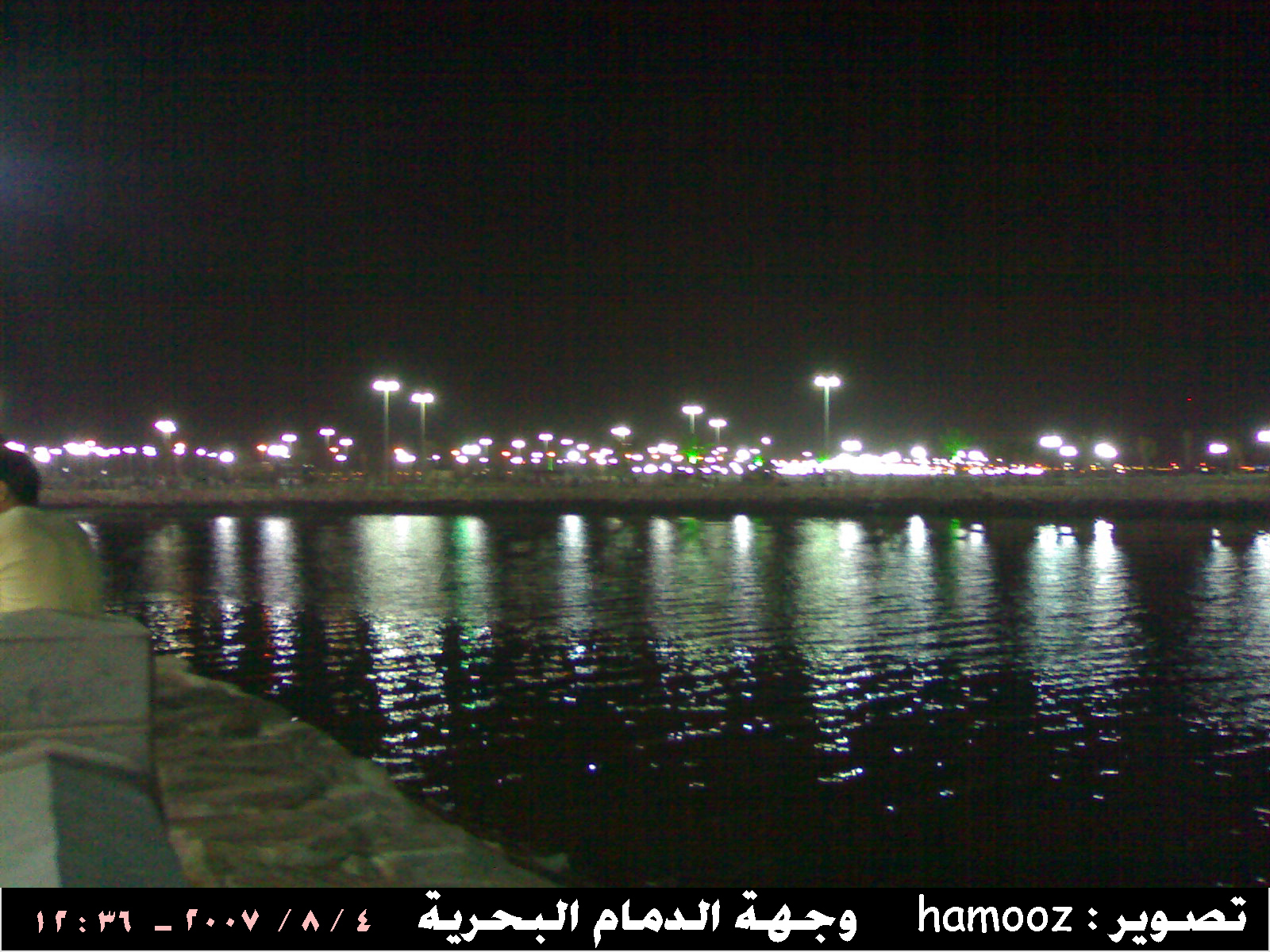
واجهة الدمام البحرية
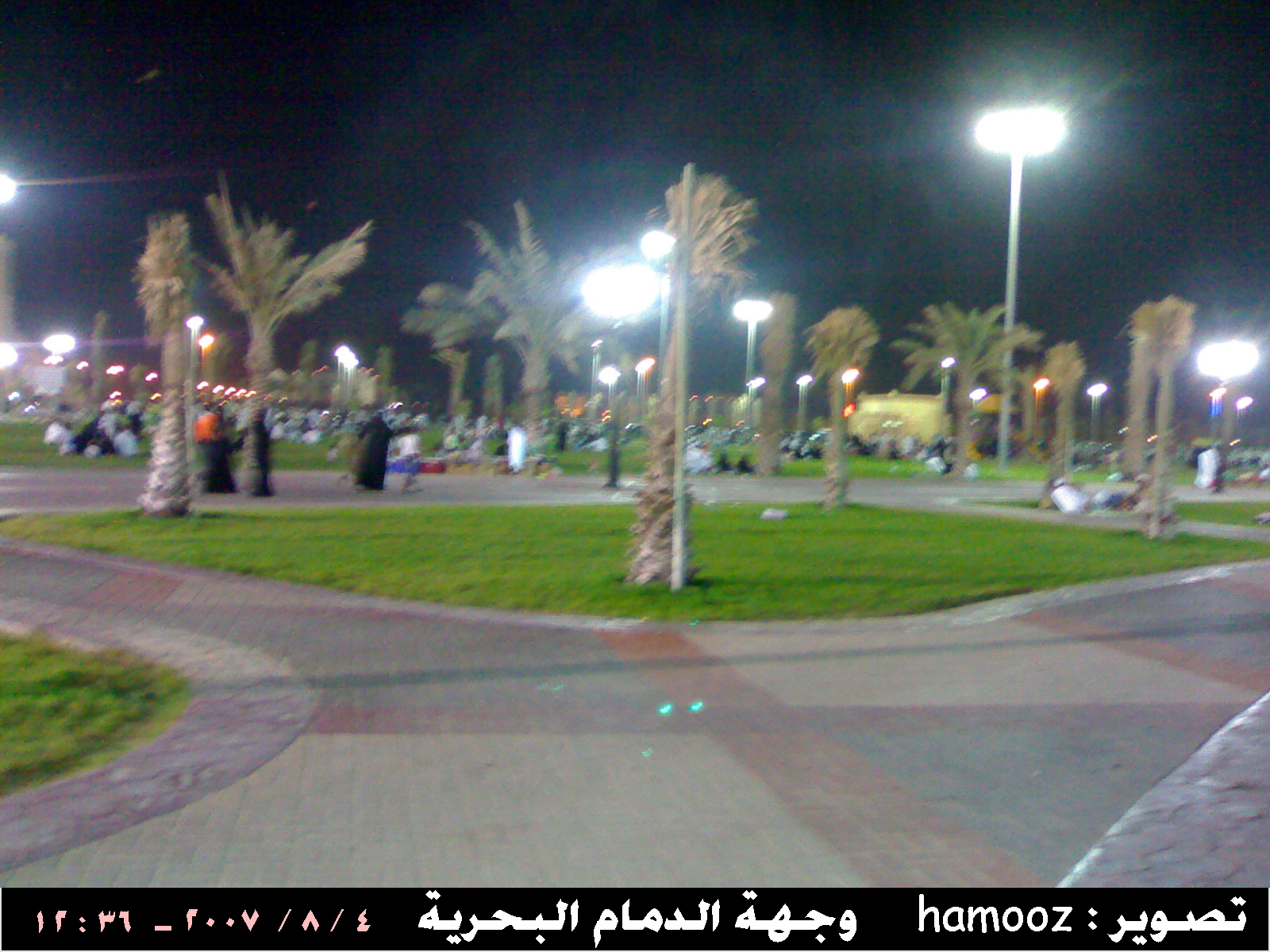
واجهة الدمام البحرية
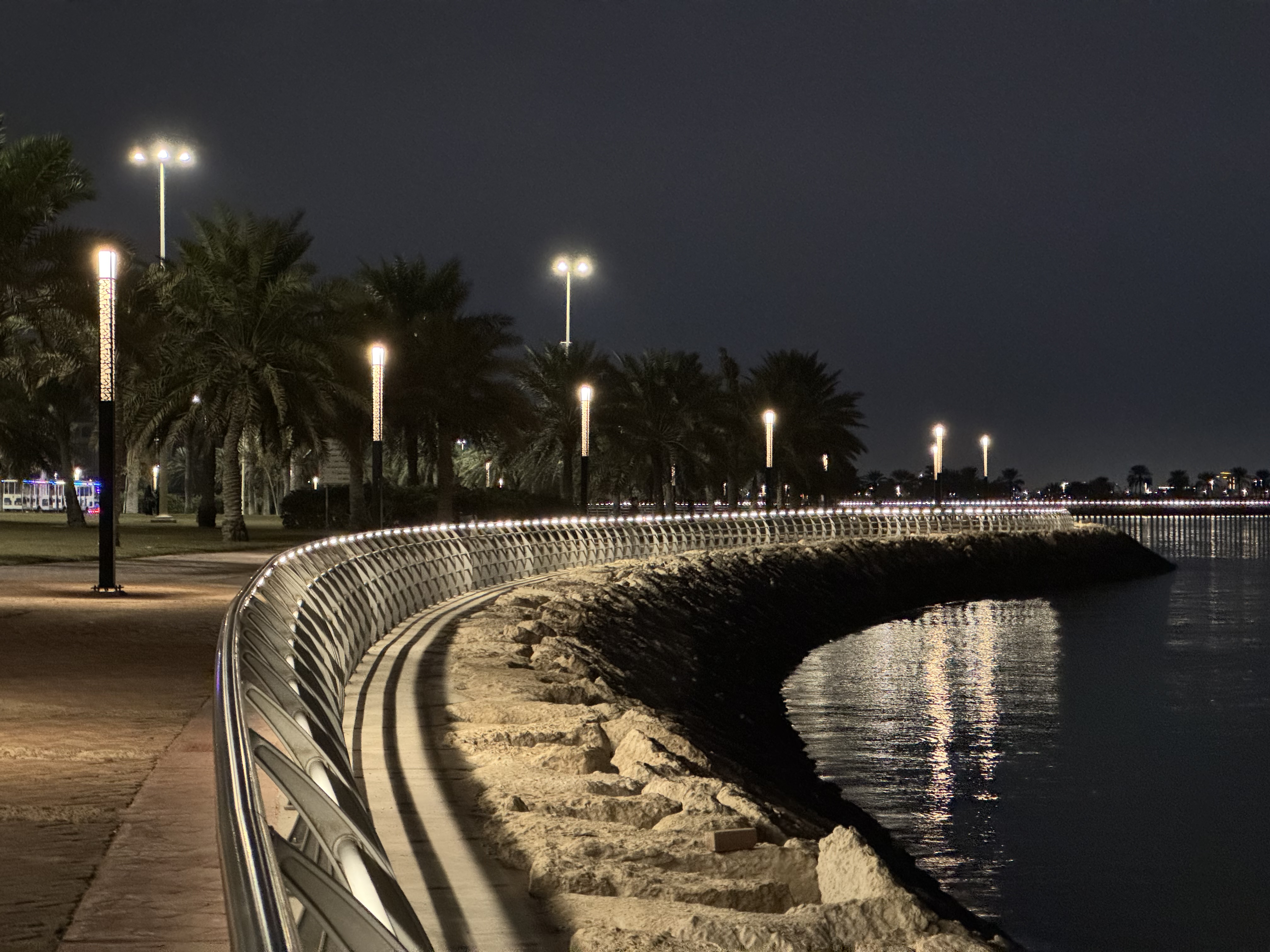
واجهة الدمام البحرية